# マルクス・ヒルヴォネン
マルクス・ヒルヴォネン（Markus Hirvonen、1980年5月26日 - ）は、フィンランドのヘヴィメタルミュージシャン（ドラマー）。インソムニウムのドラマーとして著名。
日本では、ファースト・ネームが英語読みのマーカス、ラスト・ネームが、長音がついたヒルヴォーネンと表記されることがある。
なお、ヌーメナで活動するギタリストは同姓同名の別人である。

## 来歴
1980年5月にフィンランド第2の都市・エスポーで生まれる。5歳の頃に、フィンランド南東部・北カルヤラの中心都市ヨエンスーに引っ越す。元々、マルクスの両親は北カルヤラの出身であり、故郷に帰ることを決めたことから、引っ越したという。マルクスは、子供の時期に自転車やスケートボードに熱中した。
初めてヘヴィメタルに触れたのは10歳か11歳の頃で、友人からメタリカの楽曲を聴かされたことがきっかけである。その後、セパルトゥラのライヴ映像を見たことから、ヘヴィメタルに熱中するようになり、イン・フレイムスに触れたことで、メロディックデスメタルへと興味を持つこととなった。ちなみに小学校では、夏休み前に全校生徒の前で一人で歌ったことがあるという。楽器に初めて触れたのは、10歳の頃に手に入れたギターである。その後は、メタリカの楽曲などをギターで演奏していた。しかし、15歳の頃にドラムセットを手に入れた弟の影響で、ドラムセットの演奏に熱中するようになった。ちなみに、小学校の同級生に、後にバンド活動を共にするヴィレ・フリマンがいる。小学校時代にヴィレにヘヴィメタルの楽曲を聴かせ、ヴィレがヘヴィメタルを聴くようになるきっかけを作ったのがマルクスである。
高校に進学した後、ニーロ・セヴァネンとニーロの友人、タパニ・ペソネンの2名から高校の文化祭のバンドにヴィレと共に誘われる。ヴィレとマルクスがこのバンドに参加したことをきっかけに、ニーロ、ヴィレらと共に、同年中にメロディックデスメタルバンド、インソムニウムを結成。以降、インソムニウムのドラマーとして活動を続けている。ヴィレやニーロがインソムニウム以外のバンドで並行して活動していたことがある一方で、マルクスには目立った並行活動の記録はない。
学業面では、ラッペーンランタ大学で環境技術を学んでいる。

## ディスコグラフィ

### インソムニウム
インソムニウム#ディスコグラフィを参照